# Livonia joerinkensi
Livonia joerinkensi is een slakkensoort uit de familie van de Volutidae. De wetenschappelijke naam van de soort is voor het eerst geldig gepubliceerd in 1987 door Poppe.